# Springfield (Illinois)
Springfield é a capital do estado americano de Illinois e sede do condado de Sangamon. Foi fundada em 10 de abril de 1821 e incorporada em 2 de abril de 1832 como vila, e posteriormente como cidade em 1840. É conhecida como a "Casa do Presidente Abraham Lincoln".

## Geografia
De acordo com o United States Census Bureau, a cidade tem uma área de 174,1 km², dos quais 157,8 km² estão cobertos por terra e 16,3 km² por água.

## Demografia
Segundo o censo nacional de 2010, a sua população é de 116 250 habitantes e sua densidade populacional é de 754,6 hab/km².

## Marcos históricos
O Registro Nacional de Lugares Históricos lista 50 marcos históricos em Springfield, dos quais 5 são Marco Histórico Nacional. Os primeiros marcos foram designados em 15 de outubro de 1966 e o mais recente em 8 de maio de 2017. Fazem parte desta lista o Capitólio Estadual de Illinois e o Cemitério Oak Ridge.